# Восточная область (1997—2015)
Восточная область (араб. الجهة الشرقية‎, бербер. Tagmuḍant) — до 2015 года одна из шестнадцати областей Марокко. Укрупнена с сохранением названия за счёт провинции Герсиф, входившей ранее в область Таза. Площадь — 82 820 км². Численность населения — 1 918 094 чел. (перепись 2004 года). Административный центр — город Уджда. В сентябре 2015 года вошла в состав новообразованной Восточной области.

## География
Область находилась на северо-востоке страны. На севере выходила к Средиземному морю. На западе граничила с областями Таза-Эль-Хосейма-Таунат, Фес-Бульман и Мекнес-Тафилалет. На востоке граничила с алжирскими вилайетами Тлемсен и Наама, на юге — с алжирским вилайетом Бешар. Также на севере область граничила с испанским эксклавом Мелильей.

## Административное деление
Область состояла из одной префектуры и шести провинций:
- Префектура Уджда-Ангад
- Провинция Беркане
- Провинция Джерада
- Провинция Дриуш
- Провинция Надор
- Провинция Таурирт
- Провинция Фигиг